# Nophodoris
Nophodoris is een geslacht van weekdieren uit de klasse van de Gastropoda (slakken).

## Soorten
- Nophodoris armata Valdés & Gosliner, 2001
- Nophodoris infernalis Valdés & Gosliner, 2001